# Giải bóng đá vô địch quốc gia Quần đảo Solomon 2013–14
 Giải bóng đá vô địch quốc gia Quần đảo Solomon 2013–14 hay Telekom S-League 2013–14 là mùa giải thứ 10 của Giải bóng đá vô địch quốc gia Quần đảo Solomon ở Quần đảo Solomon. Solomon Warriors giành chức vô địch thứ 2 và cũng là đại diện của Quần đảo Solomon tham dự Giải bóng đá vô địch các câu lạc bộ châu Đại Dương 2014–15. Tất cả các trận đấu đều diễn ra ở sân vận động trên sườn đồi Lawson Tama Stadium, với sức chứa khoảng 20.000 chỗ ngồi.

## Đội bóng
- Hana (Honiara)
- Koloale FC (Honiara)
- Kossa FC (Honiara)
- Malaita Kingz FC (Malaita)
- Marist Fire (Honiara)
- Real Kakamora FC (Makira-Ulawa)
- Solomon Warriors (Honiara)
- Western United (Western)
- X-Beam (Honiara)

## Bảng xếp hạng
| VT | Đội                  | ST | T  | H | B  | BT | BB | HS  | Đ  | Giành quyền tham dự                                                                          |
| -- | -------------------- | -- | -- | - | -- | -- | -- | --- | -- | -------------------------------------------------------------------------------------------- |
| 1  | Solomon Warriors (C) | 15 | 11 | 4 | 0  | 55 | 15 | +40 | 37 | Tham dự Giải bóng đá vô địch các câu lạc bộ châu Đại Dương 2013–14 & Siêu cúp Melanesia 2014 |
| 2  | Kossa FC             | 15 | 8  | 2 | 5  | 39 | 26 | +13 | 26 |                                                                                              |
| 3  | Western United       | 15 | 7  | 3 | 5  | 30 | 28 | +2  | 24 |                                                                                              |
| 4  | X-Beam               | 15 | 7  | 4 | 4  | 43 | 27 | +16 | 25 |                                                                                              |
| 5  | Malaita Kingz        | 15 | 6  | 5 | 4  | 25 | 20 | +5  | 23 |                                                                                              |
| 6  | Koloale FC           | 15 | 5  | 5 | 5  | 25 | 26 | −1  | 20 |                                                                                              |
| 7  | Hana                 | 15 | 5  | 1 | 9  | 24 | 45 | −21 | 16 |                                                                                              |
| 8  | Real Kakamora FC     | 15 | 2  | 2 | 11 | 12 | 42 | −30 | 8  |                                                                                              |
| 9  | Marist Fire* (D)     | 8  | 0  | 0 | 8  | 0  | 24 | −24 | 0  |                                                                                              |

[ * ] Tất cả các trận đấu đều được xử thắng 3–0 đối với các đội đá với Marist Fire F.C. vì đội bóng này không trả đủ phí đăng ký, dẫn đến việc bị loại khỏi giải.

## Cầu thủ ghi nhiều bàn thắng nhất
| Thứ hạng | Cầu thủ         | Câu lạc bộ         | Số bàn thắng |
| -------- | --------------- | ------------------ | ------------ |
| 1        | Dennis Ifunaoa  | Solomon Warriors   | 11           |
| 2        | Kidston Billy   | X-Beam             | 8            |
| 2        | Joe Luwi        | Koloale FC Honiara | 7            |
| 2        | Himson Teleda   | Western United     | 7            |
| 2        | Moffat Kilifa   | Solomon Warriors   | 7            |
| 2        | George Suri     | Kossa              | 7            |
| 4        | Hudson Felani   | Kossa              | 4            |
| 4        | John Anita      | X-Beam             | 4            |
| 5        | Ian Paia        | Koloale FC Honiara | 3            |
| 5        | Jerry Donga     | Solomon Warriors   | 3            |
| 5        | Judd Molea      | Solomon Warriors   | 3            |
| 5        | Micah Lea'alafa | Solomon Warriors   | 3            |